# Serjania mansiana
Serjania mansiana là một loài thực vật có hoa trong họ Bồ hòn. Loài này được Mart. miêu tả khoa học đầu tiên năm 1839.